# نجاری ژاپنی

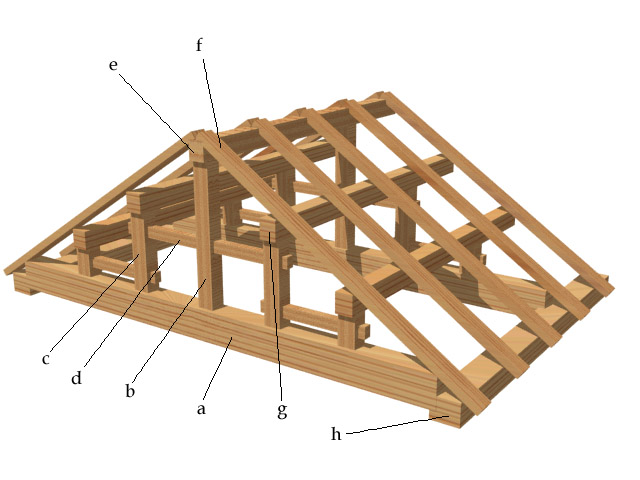
سازه سقف سنتی نوع واگویا،نوعی از تکنیک نعل_پایه

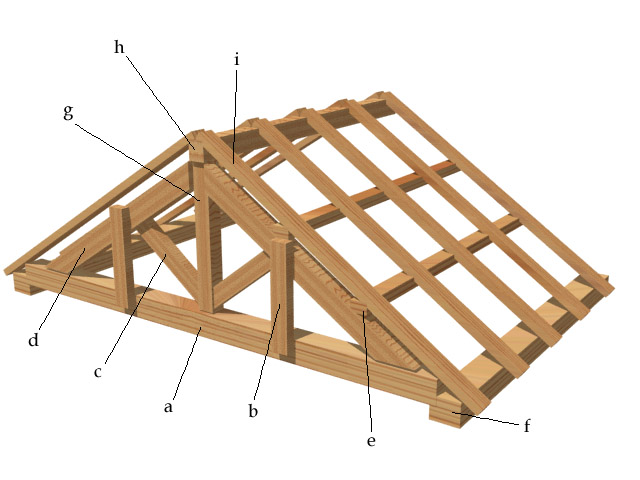
سازه سقف سنتی از نوع یوگویا که به سبک غربی معروف است.

هنر و فن نجاری ژاپنی بیش از یک هزار سال پیش از طریق تأثیرات معماری چینی از قرن دوازدهم توسعه یافت. نجاری ژاپنی هنر استفاده از  معماری چوبی اتصالات نجاری در ساخت مبلمان چوبی یا سایر مصنوعات چوبی بدون استفاده از میخ، پیچ، چسب یا ابزار الکتریکی است. 